# توئوستاخ
توئوستاخ (روسی: Туостах) یک رودخانه در یاقوتستان کشور روسیه است.